# Expo 2010
Die Weltausstellung Expo 2010 fand vom 1. Mai bis 31. Oktober 2010 unter dem Motto Eine bessere Stadt, ein besseres Leben (engl. Better City, Better Life) in der ostchinesischen Metropole Shanghai statt. Es nahmen 242 Aussteller teil, davon 192 Nationen und 50 internationale Organisationen. Mit 73 Millionen Besuchern wurde ein neuer Rekord aufgestellt.
Bei der Expo handelt es sich um eine der vom Bureau International des Expositions (BIE) anerkannten großen internationalen Ausstellungen.

## Logo und Maskottchen
Das Logo symbolisiert drei Personen, die sich umarmen und eine in Harmonie vereinte Familie bilden. Seine Form erinnert zugleich an das chinesische Schriftzeichen shi 世, das „Welt“ bedeutet. Das Zeichen geht in die Jahreszahl 2010 über.
Das Maskottchen hat die Form des chinesischen Zeichens ren („Mensch“, 人) und trägt den Namen Haibao („Meeres-Schatz“, 海宝). Hai ist gleichzeitig die zweite Silbe des Städtenamens Shanghai.
Haibao wurde vom taiwanesischen Designer Wu Yong-jian entworfen und als offizielles Maskottchen der Expo am 18. Dezember 2007 angenommen. Es wurde aus 26.655 Eingaben eines internationalen Wettbewerbes ausgewählt.

## Expo-Gelände

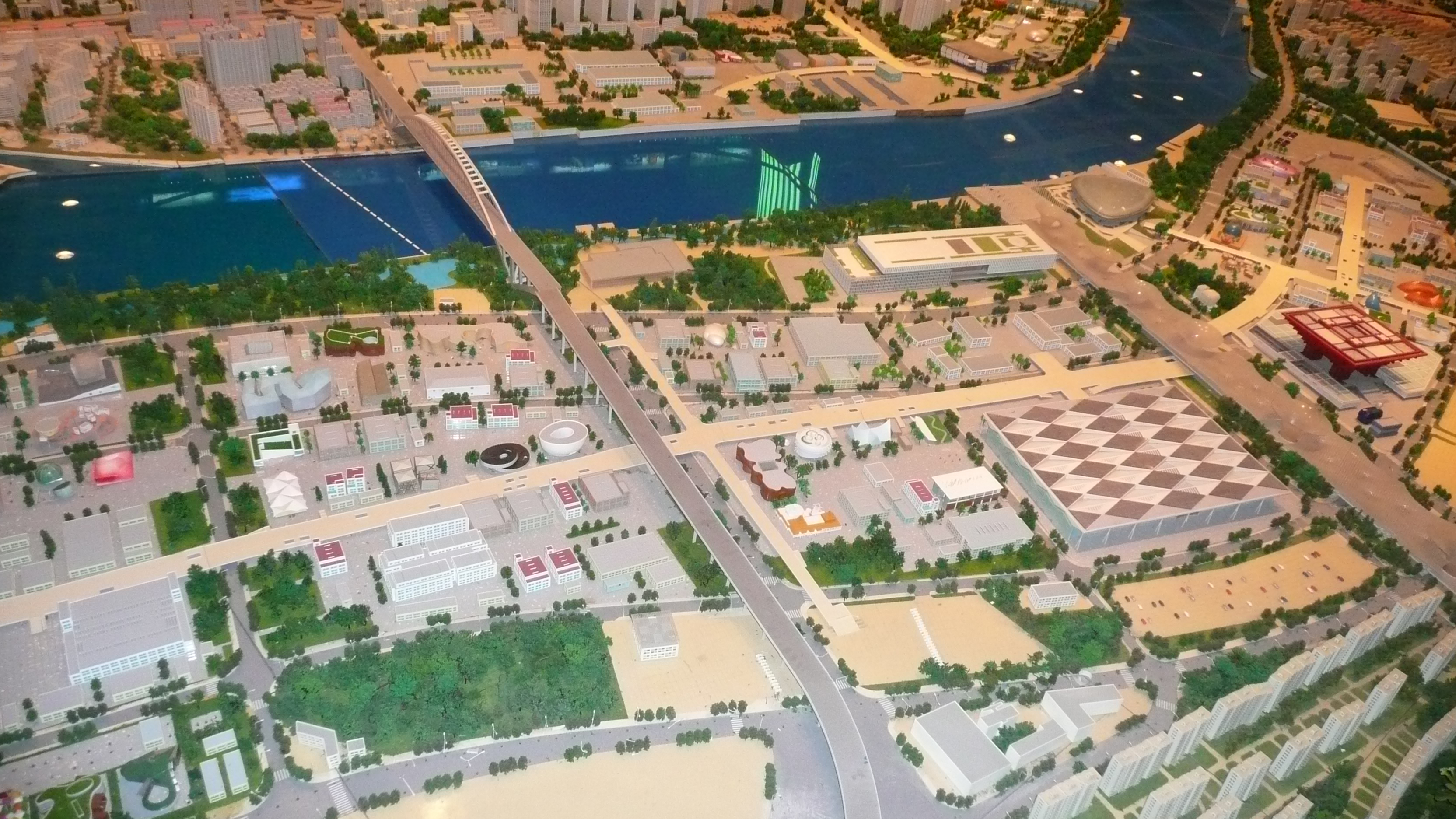
Ausstellungsgelände (Modell)

Das Expo-Gelände war 5,28 Quadratkilometer groß und lag beiderseits des Flusses Huangpu, nur 6 Kilometer südlich des Stadtzentrums. Der geschlossene Bereich, der nur mit einer Eintrittskarte betreten werden durfte, hatte eine Größe von 3,28 Quadratkilometern, davon lagen 2,38 Quadratkilometer in Pudong und 0,9 in Puxi.
18000 Familien wurden zwangsweise in kurzer Zeit umgesiedelt. Der Bürgerrechtler Feng Zhenghu, der einige der Familien vertrat, wurde nach einer Auslandsreise von Juni 2009 bis Februar 2010 an der Wiedereinreise nach China gehindert. Die älteren Industrieanlagen, unter anderem Stahl und Schiffbau, wurden an die Peripherie der Stadt verlegt.
Im August 2006 wurde mit ersten Vorbereitungsarbeiten begonnen; ab Frühjahr 2007 wurden die ersten Ausstellungshallen gebaut.

### Expo-Achse

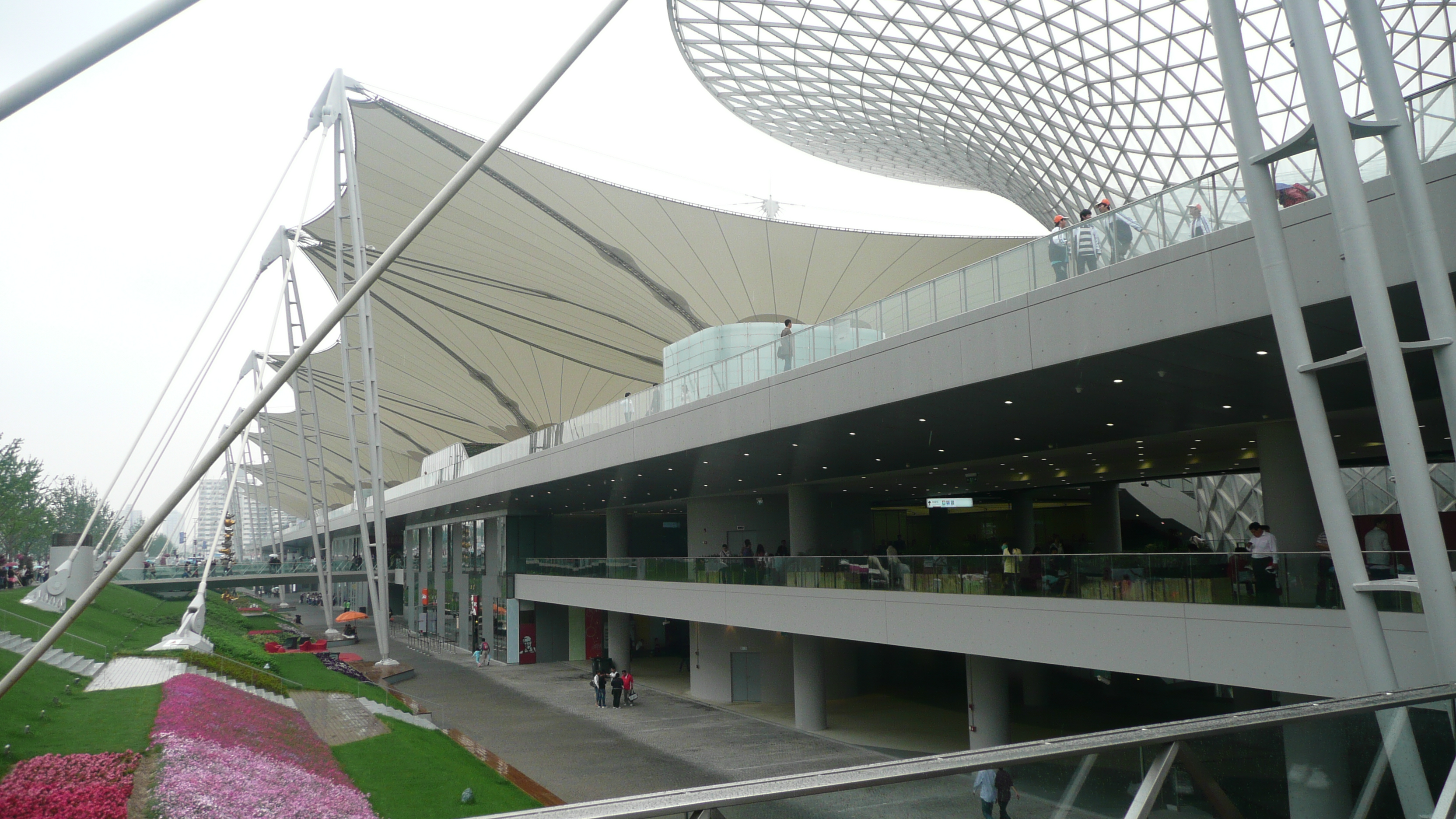
Die Expo-Achse

Die Hauptattraktion – genannt Expo-Achse – war ein knapp 1000 Meter langer zentraler Boulevard auf dem Pudong-Gelände mit der weltgrößten Membrankonstruktion. Sie wurde von dem Architekturbüro SBA und dem Ingenieurbüro Knippers Helbig (beide aus Stuttgart) gebaut. Dieser Expo-Boulevard verbindet miteinander den Haupteingang der Expo, den China-Pavillon, den Themen-Pavillon, das Expo-Center und das Gelände am Huangpu-Fluss. Er war 110 Meter breit, erstreckt sich über zwei Ebenen und hatte eine Baufläche von insgesamt 250.000 Quadratmetern. Diese Achse gehörte zu den fünf Gebäuden, die nach der Expo erhalten bleiben sollten.

### Transport und Verkehrsanbindung

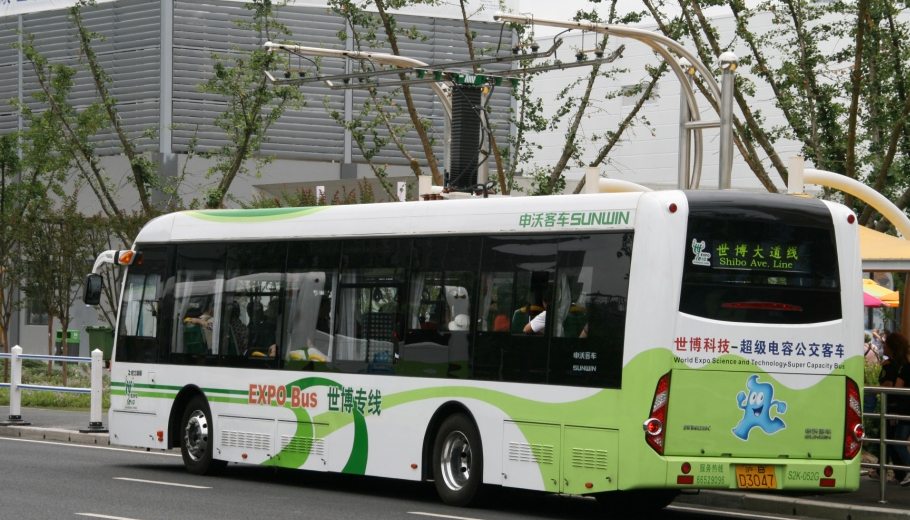
Ein Elektrobus an einer Haltestelle mit Auflademöglichkeit

Für den Transport der erwarteten Millionen Besuchern wurde der öffentliche Personennahverkehr, u. a. mit mehreren neuen U-Bahn-Stationen weiter ausgebaut. Auf dem Gelände stehende alte Industriebauten und traditionelle einfache Wohngebiete, weitgehend ohne Sanitäreinrichtungen, wurden z. T. saniert und integriert.
Zwischen den Geländen in Puxi und Pudong wurden mehrere Fährverbindungen über den Huangpu-Fluss eingerichtet. Für den Verkehr auf dem Expo-Gelände wurden 120 Elektrobusse von Volvo sowie 100 kleinere Elektro-Spezialfahrzeuge NAC der Nanjing Automobile Group mit 4 bis 11 Sitzen eingesetzt. Der Ladevorgang an der Hauptladestelle dauerte 8 Stunden, womit eine Reichweite von 100 Kilometern erreicht wurde. Ferner war der Austausch der Batterien möglich. An den Haltestellen in der Expo-Avenue war ein kurzzeitiges Aufladen bis zu 5 Minuten möglich. Nach der Expo sollten diese Busse in Shanghai zum Einsatz kommen. Ebenso gab es Busse mit Brennstoffzellen.
Ursprünglich war auch eine Verlängerung der Strecke des Transrapid Shanghai über den Flughafen Shanghai-Hongqiao nach Hangzhou geplant, die das Expo-Gelände in Pudong mit dem Shanghai Pudong International Airport verbunden hätte. Demonstrationen und ungeklärte Kosten behinderten jedoch den Ausbau. Im Dezember 2008 bezeichnete der Transrapid-Hersteller Siemens eine termingerechte Umsetzung der Pläne zur Expo 2010 als unrealistisch.

## Themenpavillons

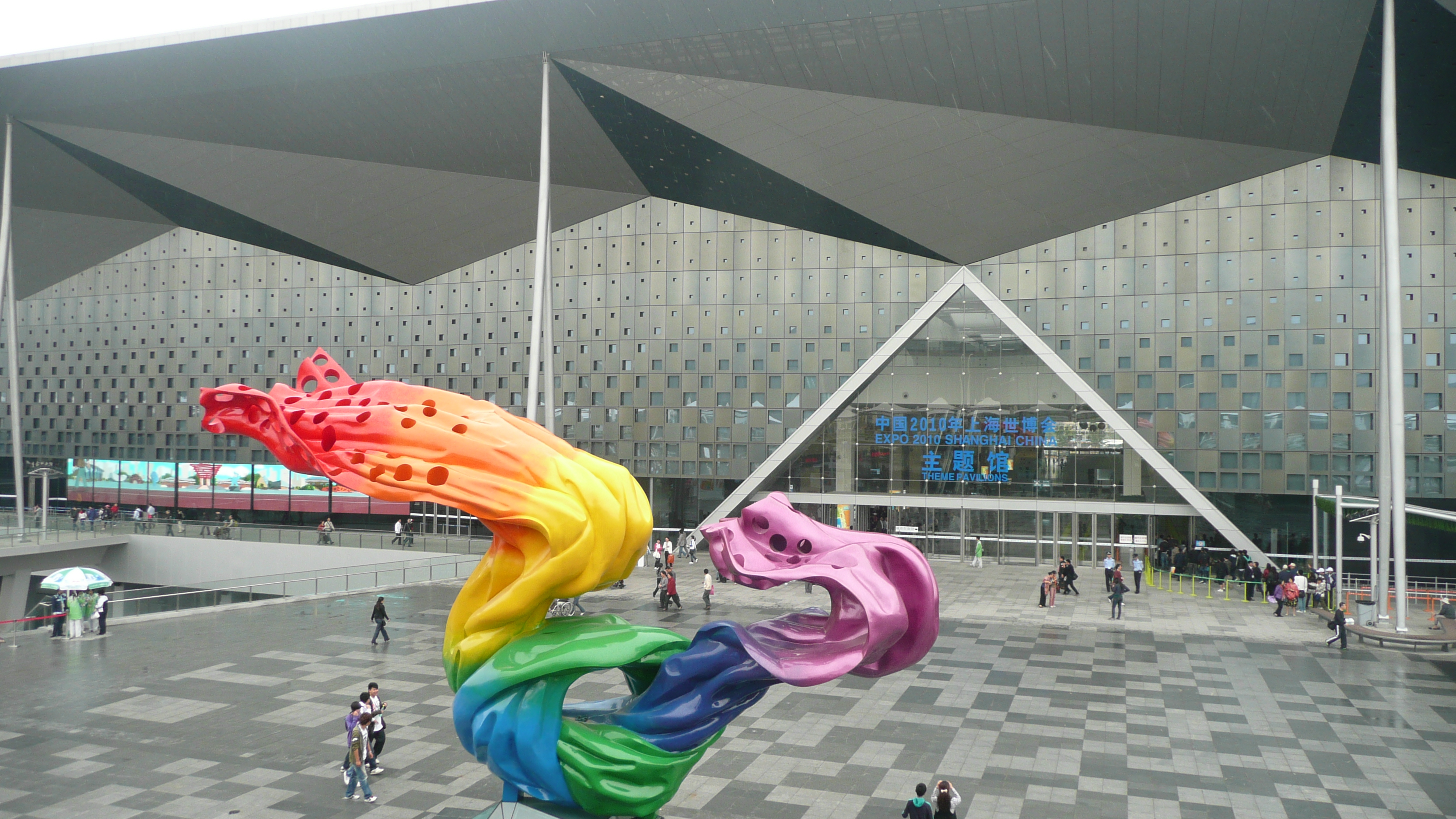
Themen-Pavillons

Bei der Expo 2010 gab es fünf zentrale Themenpavillons, die unterschiedlichen Aspekten städtischer Entwicklung gewidmet waren. Sie trugen die Mottos Urban Footprints, Urban Planet, Urban Dwellers, Urban Beings und Urban Dreams.
Ein Teil der Themenpavillons befand sich in einem Ausstellungsgebäude, das mit 11,5 Hektar Grundfläche der größte Bau in der Geschichte der Weltausstellungen war. Es befand sich an der Expo-Achse, direkt gegenüber vom chinesischen Länderpavillon. Die Gesamtausstellungsfläche des Gebäudes betrug 80.000 m². In der Mitte des Baus lag ein 7000 m² großer Multifunktionsraum mit einer Empfangshalle, die die einzelnen Pavillons miteinander verband. Das von den chinesischen Gastgebern errichtete Gebäude wurde im September 2009 fertiggestellt. Anschließend erfolgte der innere Ausbau.

### Urban Footprints
Der Urban-Footprints-Pavillon entstand nach einem Konzept des Shanghai-Museums. Er sollte das Wachsen der Städte als zentralen Faktor des Fortschritts in der Geschichte darstellen. Die Ausstellung war in vier Abschnitte unterteilt. In drei Räumen wurde dabei der „Ursprung der Stadt“, die „Städtische Entwicklung“ und die „Weisheit der Städte“ behandelt. Die Eingangshalle mit 3000 m² war der „Idealen Fantasiestadt“ westlicher wie östlicher Ausprägung gewidmet. Die Ausstellung arbeitete einerseits mit Hightech-Installationen, andererseits mit kulturellen Artefakten, die als Leihgaben von internationalen Museen zur Verfügung gestellt wurden. Die Verantwortlichen verstanden ihr Konzept der Darstellung der historischen Entwicklung als „Inspiration für die städtische Entwicklung der Zukunft“.

### Urban Planet

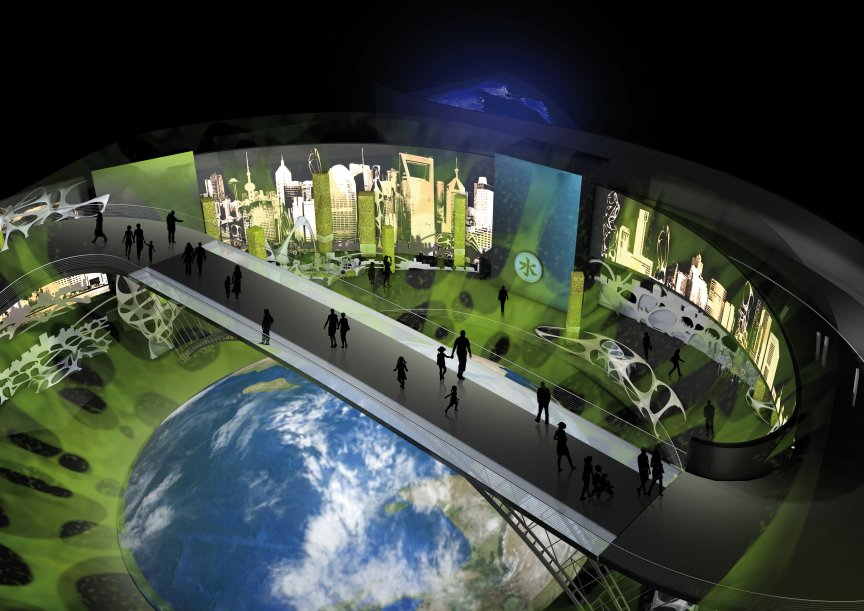
Am höchsten Punkt der „Road of Crisis“ angekommen, bot sich den Besuchern ein Blick auf den „Blue Planet“; Entwurf des Urban Planet-Pavillon, November 2008

Der Urban Planet-Pavillon befand sich im zentralen Ausstellungsgebäude an der Expo-Achse, gegenüber vom chinesischen Pavillon. Er entstand nach einem Konzept und Plänen der Kommunikationsagentur TRIAD Berlin. Das Unternehmen, das bereits Entwürfe zur Expo 2000 in Hannover und zur Schweizerischen Landesausstellung Expo.02 im Drei-Seen-Land realisierte, konnte sich in einer internationalen Ausschreibung gegen 150 Mitbewerber durchsetzen. Die Realisierung des Pavillons erfolgte unter künstlerischer Bauleitung von TRIAD Berlin in Zusammenarbeit mit chinesischen Partnern.
Auf 12.000 m² widmete sich der Urban Planet-Pavillon den komplexen Prozessen der Urbanisierung. Nach Darstellung der verantwortlichen Designer verbindet seine Szenografie Ansätze westlicher Darstellungsformen mit Ideen aus der chinesischen Feng-Shui-Tradition. Nach letzterer können dynamische Lebensprozesse in einem harmonischen Miteinander der Elemente Gestalt annehmen, aber auch zerstörerische Kräfte entfalten. Darauf aufbauend thematisierte die Ausstellung in einer zweigliedrigen Struktur den Doppelcharakter der Stadt als einerseits Umweltzerstörer und andererseits Ort für Innovationen und Technologie im Dienste einer umweltverträglichen Zukunft.
Im ersten Teil der Ausstellung visualisierte eine „Road of Crisis“ in fünf Kapiteln das von den Städten ausgehende Zerstörungspotenzial, die Bedrohungen des Ökosystems und den Raubbau an den Ressourcen des Planeten. Eindringlich sollte der Besucher mit der Frage konfrontiert werden, wie er in Zukunft leben will. Die fünf Kapitel folgen der chinesischen Fünf-Elemente-Lehre: Wasser – Feuer – Metall – Holz – Erde.
Im zweiten Teil der Ausstellung präsentierte eine „Road of Solution“ Lösungsansätze für die globalen Herausforderungen. Best-Practice-Beispiele im nationalen und internationalen Maßstab, technologische Entwicklungen bis hin zu politischen Initiativen und Beschlüssen schilderten die Bandbreite an Möglichkeiten auf dem Weg zu einer ökologischen Transformation und sollten dem einzelnen Besucher Hinweise für ein umweltbewussteres Handeln im Alltag bieten.

### Urban Dwellers
Das Konzept für den Urban-Dwellers-Pavillon stammte von der Agentur des niederländischen Designers Herman Kossmann. Im Mittelpunkt des Rundgangs standen die Bewohner moderner Städte. Als Leitgedanken sahen die Verantwortlichen die Erkenntnis, dass ein Eingehen auf die Bedürfnisse der Menschen durch Stadtplaner „Voraussetzung für eine nachhaltige Entwicklung der Stadt“ sei.
Exemplarisch wurden in dem Pavillon auf Videoclips die Geschichten von sechs realen Familien erzählt. Die unterschiedlichen Regionen der Welt wurden dabei vertreten durch deren Heimatstädte Paris (Europa), São Paulo (Lateinamerika), Phoenix (Nordamerika), Lijiang (Asien), Melbourne (Ozeanien) und Ouagadougou (Afrika). Die Darstellung der Lebenssituation der sechs Familien erfolgte in fünf Abschnitten, die sich den Themen Wohnen, Arbeit, menschliche Beziehungen, Ausbildung und Gesundheit widmeten.

### Urban Beings
Bei der Ausschreibung für den Urban-Beings-Pavillon konnte sich ein gemeinsamer Entwurf der chinesischen Akademie der Künste und des Land Design Studio in London durchsetzen. Thematisch wurde das Wachsen der Infrastruktur moderner Städte behandelt. Die Ausstellung präsentierte das komplizierte Geflecht von Verkehr sowie Wasser- und Energieversorgung als Kernbestandteil des städtischen „Organismus“. Der Pavillon entstand im zentralen Ausstellungsgebäude an der Expo-Achse.
Zu den Ausstellungsräumen gehörte ein „Dynamischer Bahnhof“, der architektonisch an die großen Bahnhofshallen vom Anfang des 20. Jahrhunderts erinnerte und in dem unter anderem Züge unterschiedlicher Generationen präsentiert wurden. Auf dem Weg durch die „Ringförmige Pipeline“, einen weiteren Ausstellungsraum, gewannen die Besucher sonst verwehrte Einblicke in die Funktionsweise der unterirdischen Infrastruktur der Städte. In einem Kinosaal mit sieben Leinwänden und einer Projektionsfläche von 1000 m² wurde zudem ein achtminütiger Video-Clip mit spektakulären Bildern gezeigt.

### Urban Dreams
Für den Urban-Dreams-Pavillon wurde ein Kraftwerk vom Anfang des 20. Jahrhunderts umgebaut. Der Ausstellung, die von der spanischen Agentur Ingeniaqed in Zusammenarbeit mit dem chinesischen Künstler Bu Hua entworfen wurde, unterlag das Konzept einer Zeitreise in die Zukunft – mit optimistischem Blick auf die Chancen, die moderne Technologie in Verbindung mit Tradition für den Ausbau lebenswerterer Städte boten.
Auf dem Rundgang durch die fünf Ausstellungsräume wurden den Besuchern nachhaltige Ansätze für Lösungen urbaner Probleme betreffs Wohnraum, Verkehr, Energieversorgung und Stadtplanung vorgestellt. Dabei wurde auf Innovationen verwiesen, die in verschiedenen Städten der Welt verwirklicht wurden, darunter Peking, Kōbe, Freiburg im Breisgau, Canberra und San Diego. Höhepunkt eines Besuchs im Urban-Dreams-Pavillon sollte das Betrachten eines Animationsfilms sein, der in der 35 m hohen, zentralen Halle gezeigt wurde und eine farbenprächtige Fantasiewelt präsentierte.

## Länderpavillons

### Chinesischer Pavillon

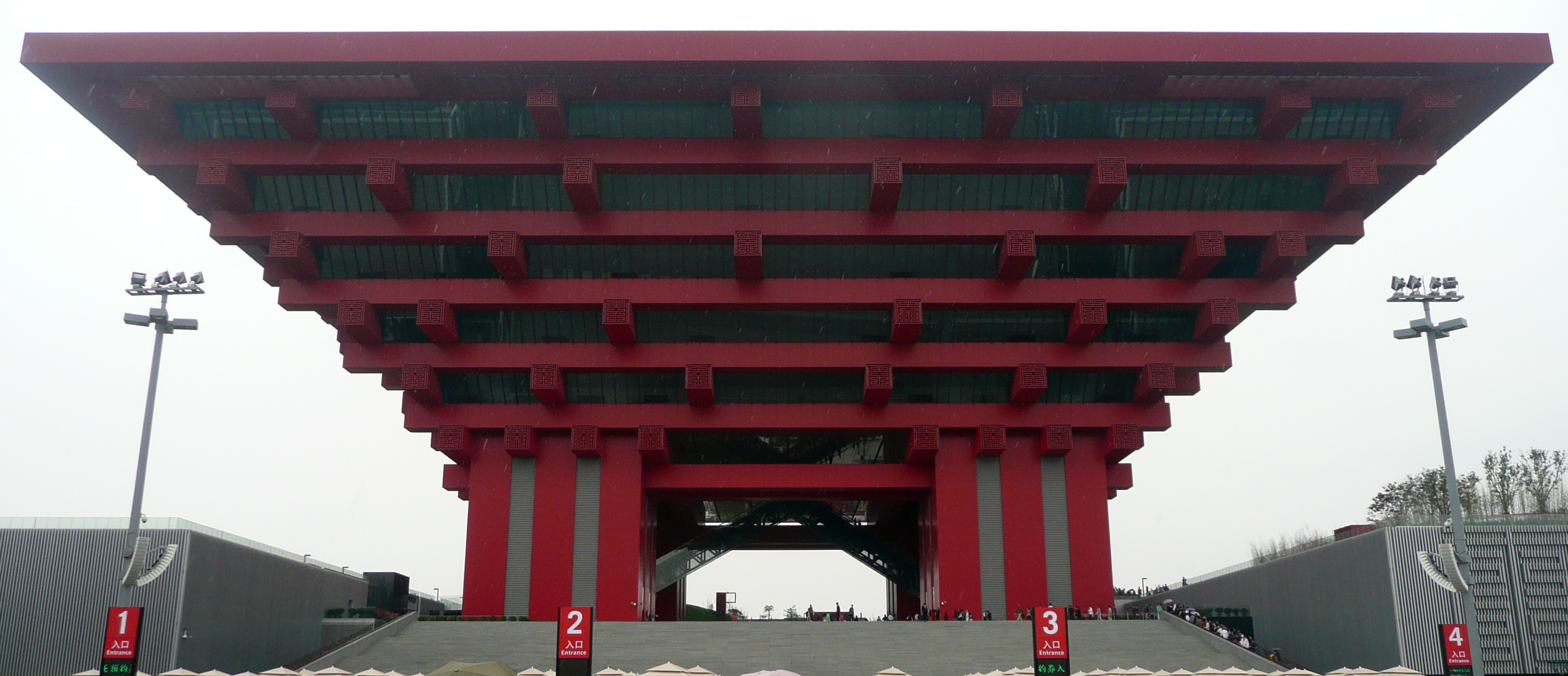
Der China-Pavillon

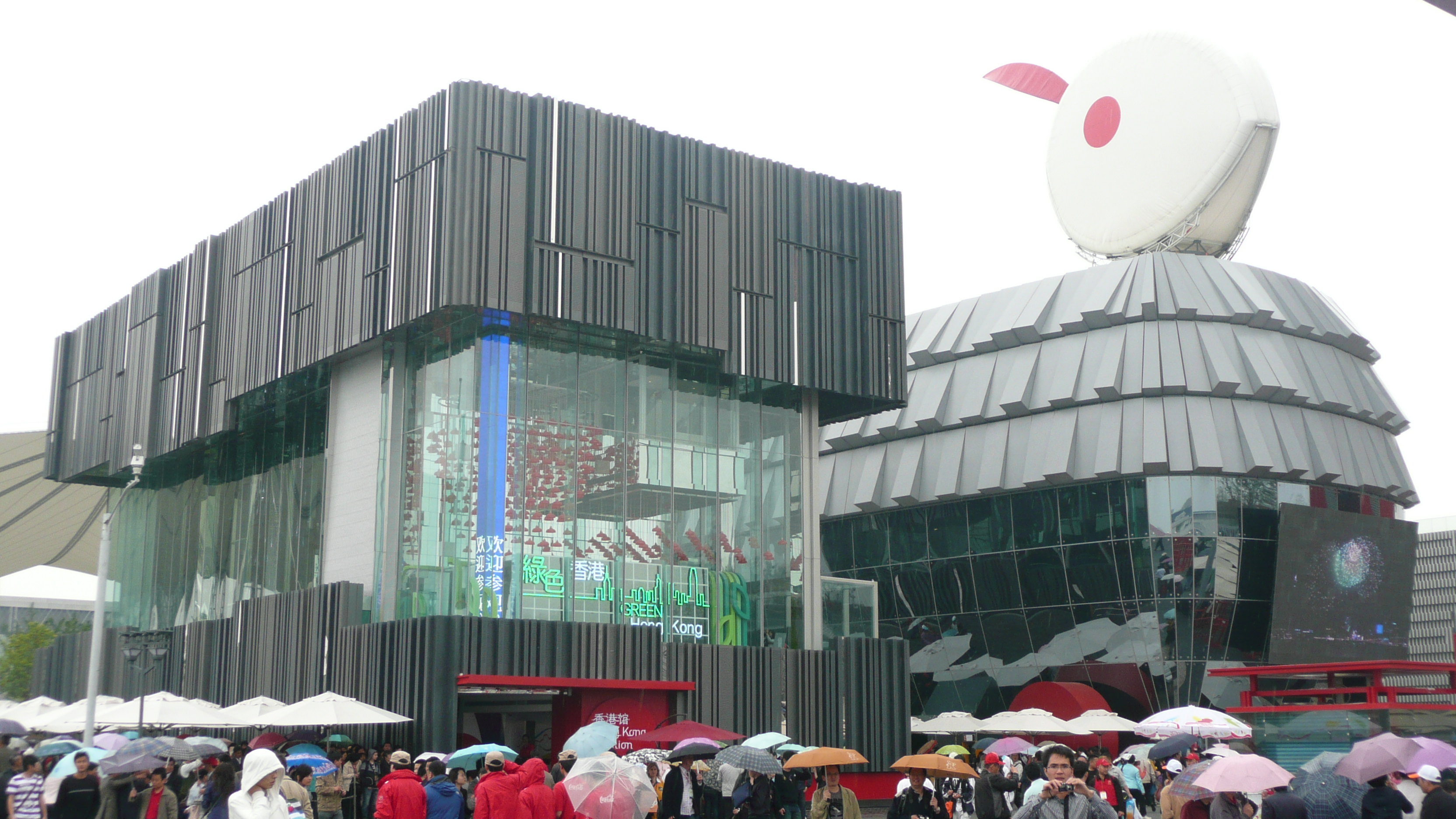
Hong-Kong-Pavillon und Macao-Pavillon

Die Gastgeber der Expo 2010 schrieben im Mai 2007 einen internationalen Wettbewerb für die Gestaltung ihres Länderpavillons aus. Aus den 344 Eingaben wurden drei Entwürfe in die engere Auswahl genommen. Von ihnen konnte sich im September 2007 die „Krone des Orients“ des chinesischen Architekten He Jingtang durchsetzen. Konzipiert als Wahrzeichen der Expo 2010, besaß der Komplex eine zweiteilige Struktur, bestehend aus einem flachen Sockelbau und einem hoch aufragenden Hauptgebäude mit weit ausladender Pagodenform. Letzteres überragte mit 63 m Höhe die anderen Länderpavillons um das Dreifache. Die Baukosten veranschlagte man bei Beginn des Projekts auf 1,5 Milliarden Yuan. Der Rohbau wurde der Öffentlichkeit im Juni 2009 vorgestellt.
Das Äußere des Hauptgebäudes erstrahlte in sieben Schattierungen des Gugong-Rot, das früher den Bauten in der Verbotenen Stadt in Peking vorbehalten war. Beim 30 m hohen Dach handelte es sich um eine geschichtete Dougong-Struktur, bestehend aber nicht aus der traditionellen Holz-, sondern aus einer Stahlkonstruktion. Die 56 Klammern, die das Dach zusammenhielten, stehen symbolisch für die Anzahl der Nationalitäten im heutigen China. Die Dachfläche ist in einem traditionellen Sudoku-Muster gestaltet, wie es historische Stadtgrundrisse prägt, etwa von Peking oder Xi’an.
Das Hauptgebäude besaß eine Ausstellungsfläche von 47.000 m². Hier wurde die Stadtentwicklung in der chinesischen Geschichte aufbereitet. Besondere Aufmerksamkeit wurde dabei der Zuwanderung von hunderten von Millionen Chinesen in die Städte im Verlauf der letzten 30 Jahre gewidmet. Die Besucher sollten den Weg der Migranten auf drei Ebenen nachverfolgen können. Der Sockelbau diente als Gemeinschaftspavillon der chinesischen Städte, Provinzen und autonomen Regionen, denen eine Ausstellungsfläche von 45.000 m² zur Verfügung stand. Ihre Namen fanden sich als Ornament im Stil chinesischer Stempel-Kalligrafie auf den Außenseiten des Sockels. Ursprünglich war vorgesehen, dass sich auch Taiwan, Macau und Hongkong im chinesischen Pavillon präsentieren können. In diesbezüglichen Verhandlungen traten jedoch schnell Schwierigkeiten auf. Alle drei waren auf der Expo mit eigenen Pavillons vertreten.
Die Außenflächen am chinesischen Pavillon gestaltete He Jingtang im Stil der traditionellen Gartenbaukunst der Region Jiangnan mit kleinen Pavillons und Teichen. Der Architekt beschrieb den chinesischen Länderpavillon als „Statue Chinas, die im Garten einer Stadt“ steht.

### Deutscher Pavillon

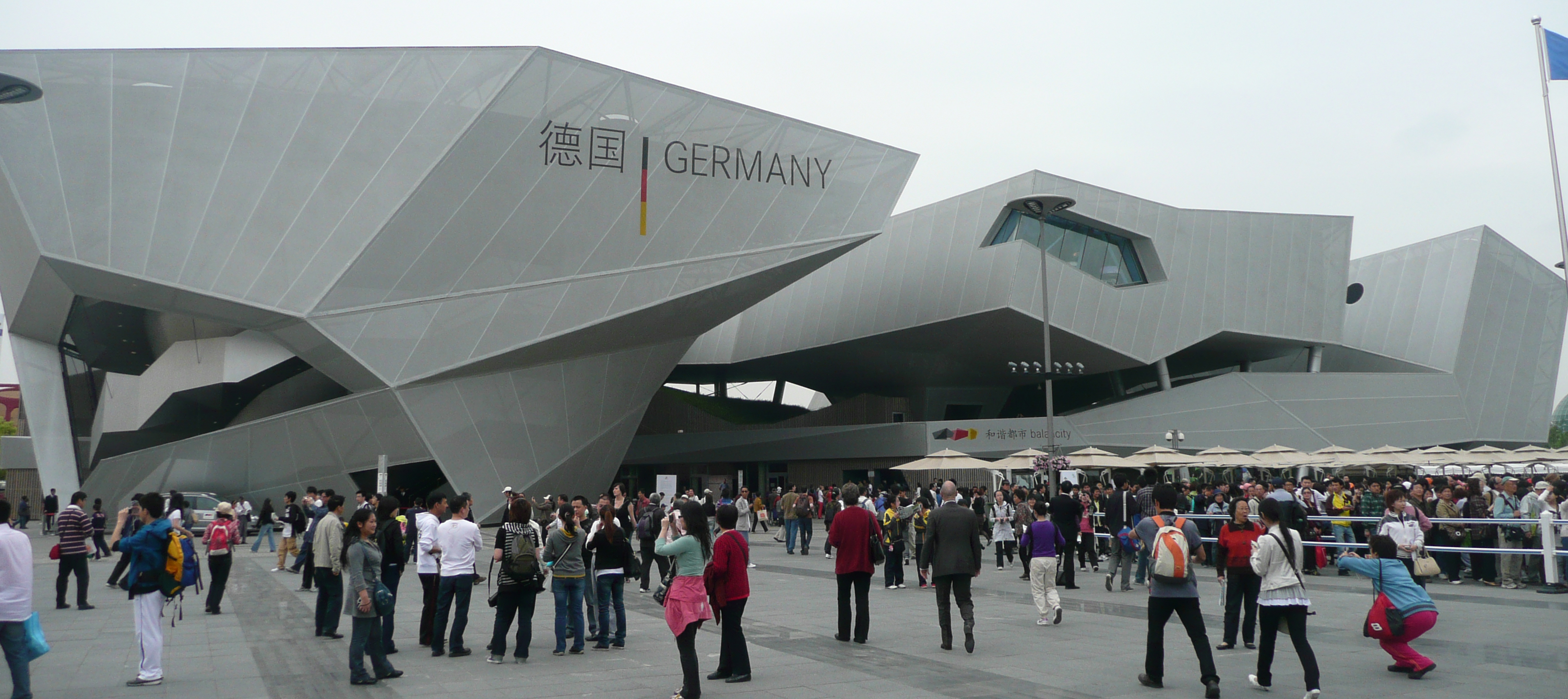
Deutscher Pavillon Balancity

Der deutsche Pavillon befand sich in der europäischen Zone des Expo-Geländes, nahe der Lupu-Brücke über den Huangpu. Die Verantwortung für das Projekt trug die Koelnmesse International, ein Tochterunternehmen der Koelnmesse, das auf der größtmöglichen Grundfläche von 6000 m² einen Pavillon mit dem Motto „Balancity – Stadt im Gleichgewicht“ errichten ließ. Eine Jury wählte zeitgenössische deutsche Künstler aus, darunter den Streetart-Künstler Evol, die Maler Sebastian Schrader und Tom Fleischhauer und den Fotografen Gregor Steffen, die zu diesem Thema Beiträge liefern sollten. Die Gesamtkosten des Projekts wurden mit 50 Millionen Euro veranschlagt. Für die Gestaltung war eine „Arbeitsgemeinschaft Deutscher Pavillon Shanghai“ verantwortlich, die von drei Firmen aus Süddeutschland gebildet wurde. Das architektonische Konzept stammte vom Münchner Architekturbüro Schmidhuber + Partner, Ausstellung und Medien wurden von der Stuttgarter Agentur Milla & Partner entworfen und realisiert, für Ausführung und Projektmanagement war die deutsche Tochtergesellschaft der Nüssli Gruppe mit Sitz in Roth verantwortlich.
Der Pavillon trug den Namen „balancity“. Das Kunstwort sollte nach Angaben der Verantwortlichen auf eine „Stadt im Gleichgewicht“ verweisen. Leitgedanke der Ausstellung war die Lebensqualität und Vielfalt moderner Städte, die eine Balance halten zwischen „Erneuern und Bewahren, Innovation und Tradition, Stadt und Natur, Gemeinschaft und Individuum, Arbeit und Freizeit.“ Am letzten Tag der Ausstellung wurde der Deutsche Pavillon als „beste Umsetzung des Expo-Themas «Eine bessere Stadt, ein besseres Leben»“ von der Expo-Leitung nach Abstimmung einer Expertenkommission aus Architekten und Museumsleitern mit dem „Golden Award“ ausgezeichnet. Er erhielt außerdem den red dot award, den Event-Award EVA in Gold und den ADAM-Award in Silber.
Die Architekten beschreiben den Pavillonbau als „dreidimensionale begehbare Skulptur“. Sie bestand aus vier unregelmäßig geformten, verbundenen Ausstellungskörpern, die ein „Dach“ über dem Pavillongelände bildeten. Die Ausstellungskörper waren über den als „Expo-Plaza“ bezeichneten Vorplatz beziehungsweise eine begrünte Terrassenlandschaft zu erreichen, die bis in den dritten Stock des Pavillons aufstiegen. Die Stabwerk-Konstruktion wird von einer silbrigen, 12.000 m² großen Membranhaut umgeben.
In den einzelnen Räumen, die zu Fuß oder auf Rolltreppen beziehungsweise Rollbändern durchquert wurden, wurden unterschiedliche Stadtlandschaften inszeniert, von einem Hafen über einen Park, eine Fabrik, ein Atelier bis hin zu einem Stadtplatz. Höhepunkt des Rundgangs durch den Pavillon war die „Energiezentrale“, ein kegelförmiger Raum, in dem eine 1,2 Tonnen schwere Kugel mit drei Meter Durchmesser hing. Sie ist mit rund 400.000 Leuchtdioden besetzt, die unterschiedliche Bilder erzeugten, darunter Eindrücke aus deutschen Städten. Pavillon-Besucher konnten von den drei Rängen des Raums aus durch lautes Rufen und Klatschen die Kugel in Schwingungen versetzen. Je stärker der Ausschlag, desto farbenprächtiger erschienen die Bilder auf der Kugel. Bei der Verwirklichung der Konstruktion wirkten drei Institute der Universität Stuttgart mit.
Der Pavillon enthielt zudem ein Restaurant, das typische Speisen und Getränke aus Deutschland anbot und wurde für ein umfangreiches Programm mit Konzerten, Ausstellungen oder Sprachkurse genutzt. Weitere Veranstaltungen und Präsentationen deutscher Bundesländer und Regionen fanden auf dem Ausstellungsgelände und in Shanghai selbst statt. So präsentieren sich auf der Puxi-Seite des Geländes Freiburg, Düsseldorf und Bremen mit eigenen Beiträgen.
Die Hauptstadt Berlin wurde in balancity – eine Stadt in Balance von einem großen Buddy Bären vor der Kulisse des Brandenburger Tors repräsentiert, der nunmehr als Geschenk der „Berlin Partner GmbH“ in Shanghai steht.

#### Hamburg House

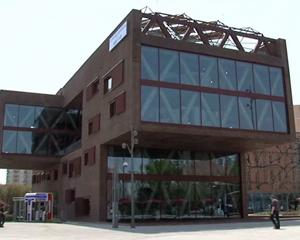
UBPA Hamburg House

Shanghais Partnerstadt Hamburg wurde als einzige deutsche Stadt vom internationalen Auswahlkomitee ausgesucht, ein eigenes Bauprojekt auf der Expo zu verwirklichen. In der Urban Best Practice Area (UBPA) – dem Expo-Areal für optimale städtische Lösungen, entstand im Auftrag der Freien und Hansestadt das Hamburg House als erstes zertifiziertes Passivhaus in China. Nach höchstem energetischen Standard erbaut und orientiert an einem Wohn- und Bürogebäude der HafenCity, zeigte es erstmals die Realisierung einer solchen Bauweise unter Anpassung an die klimatischen Bedingungen Shanghais. Das viergeschossige Haus wurde von einem Baum der Wünsche als Leitlinie einer Ausstellung (chinesischer Titel: Zu Hause der lebendigen Energien und der Humanität) durchzogen, die sich mit nachhaltiger Stadtentwicklung und klimaschonendem Bauen befasste und Hamburg als innovative und lebenswerte Metropole am Wasser mit seinen Verbindungen zu China darstellte.
Das Hamburg House wird zwischenzeitlich jedoch als bürokratisches Projekt mit wenig ökologischen Nutzen kritisiert. Chinesische Partner vor Ort waren kaum eingebunden, die Technik funktionierte nicht vor Ort und bis heute liegen keine Verbrauchswerte zur Energiebilanz vor.

### Schweizer Pavillon
Auf einer Fläche von 4000 m² präsentierte sich die Schweiz mit einer Ausstellung zum Thema rural-urban interaction (engl. Stadt-Land-Interaktion). Konzept sowie die thematische Ausstellung wurde von Buchner Bründler AG Architekten zusammen mit der element GmbH ausgearbeitet. Die Edelstahl-Fassade des Schweizer Pavillon Expo 2010 Shanghai war mit interaktiven LED-Leuchten bestückt, die von der Firma iart entwickelt wurden. Die Leuchten reagierten auf Solarenergie und Umgebungslicht. Eine Sesselbahn beförderte die Besucher auf das begrünte Dach des Pavillons.

### Österreichischer Pavillon
Der österreichische Pavillon präsentierte sich unter dem Motto „Österreich – Sinne im Gleichklang“ auf einer Fläche von 2000 m² in dynamisch-abstrakter Form. Das Design des zweigeschossigen Pavillons stammte von den Wiener Architekten SPAN & Zeytinoglu Architects. In einer interaktiven, multimedial bespielten Ausstellung konnten die Besucher Österreich mit allen Sinnen erleben. Zusätzlich zum realen Pavillon nahm Österreich mit einem virtuellen Pavillon an der Expo Online teil. Finanziert wurde der österreichische Beitrag, der sich am Expo-Subthema „Interaction between rural and urban areas“ orientierte, von BMWFJ und WKÖ.
Der Nationentag war am 21. Mai 2010.

## Nachnutzung
Zahlreiche Pavillons wurden wieder abgebaut, verkauft oder von den Ursprungsländern abtransportiert. Mehrere Pavillons sind erhalten geblieben: Der Tschechische und Slowakische Pavillon wurden in der Stadt Huanghua (Huánghuá, 黄骅) in der Provinz Hebei wiederaufgebaut. Ebenfalls wurde der Schwedische Pavilion in Wuxi wiederaufgebaut.
Die Pavillons von Italien, Luxemburg und den Niederlanden blieben erhalten. Geplant ist eine Nachnutzung des Ausstellungsgeländes, nach Beendigung der Umbauphase im Jahr 2015, als Mischnutzung von Dienstleistungsbetrieben und einem Expo-Museum.
Der Chinesische Pavillon wurde zum China Art Museum, dem größten Museum Asiens mit einer Ausstellungsfläche von 64.000 m², umgebaut. Es wurde im Oktober 2012 eröffnet und zeigt hauptsächlich moderne Kunstwerke aus China aber auch internationale Werke.

## Bildergalerie

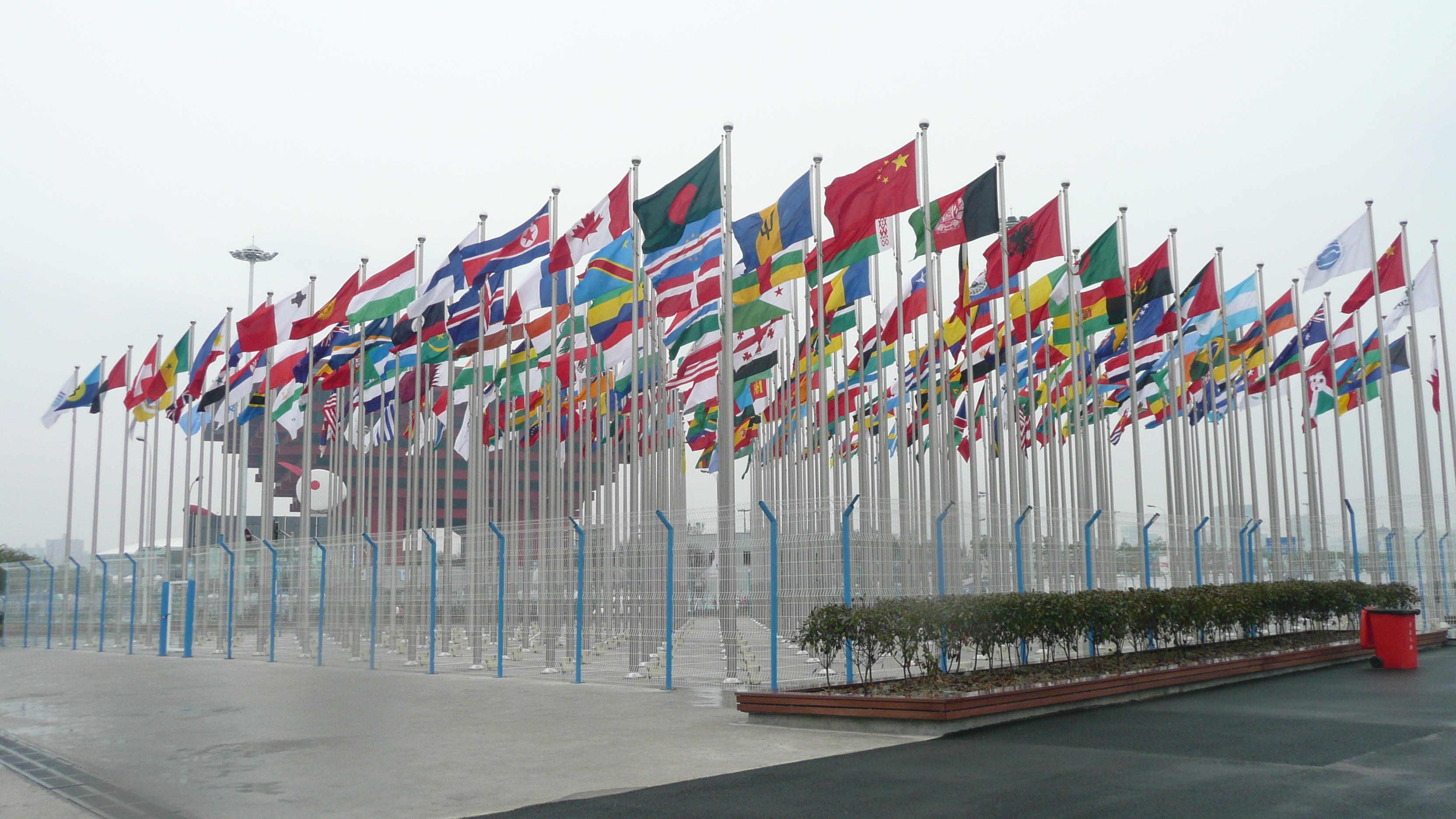
Flaggenwald mit 248 Flaggen der Nationen und Organisationen
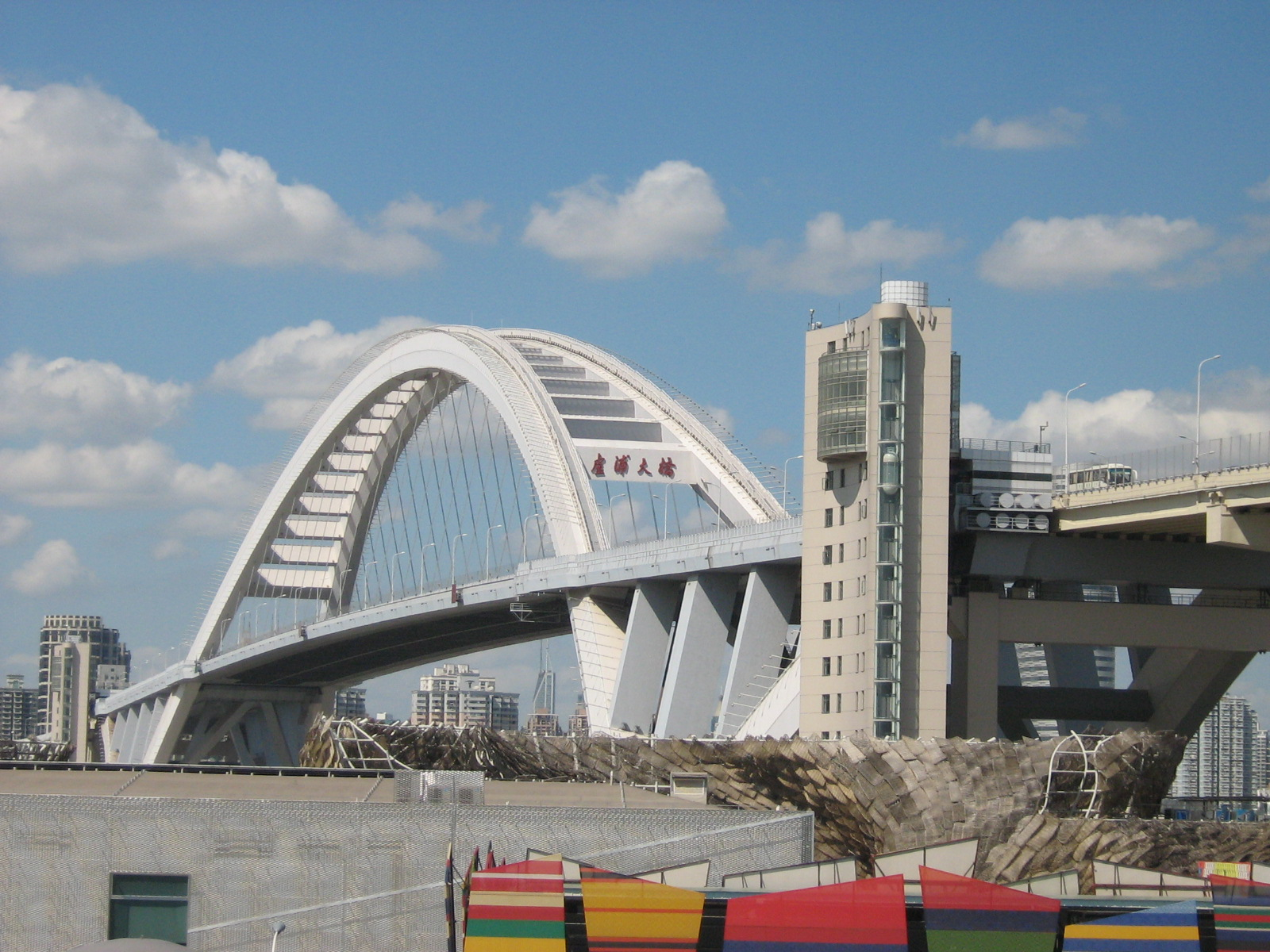
Lupu-Brücke an der Expo 2010
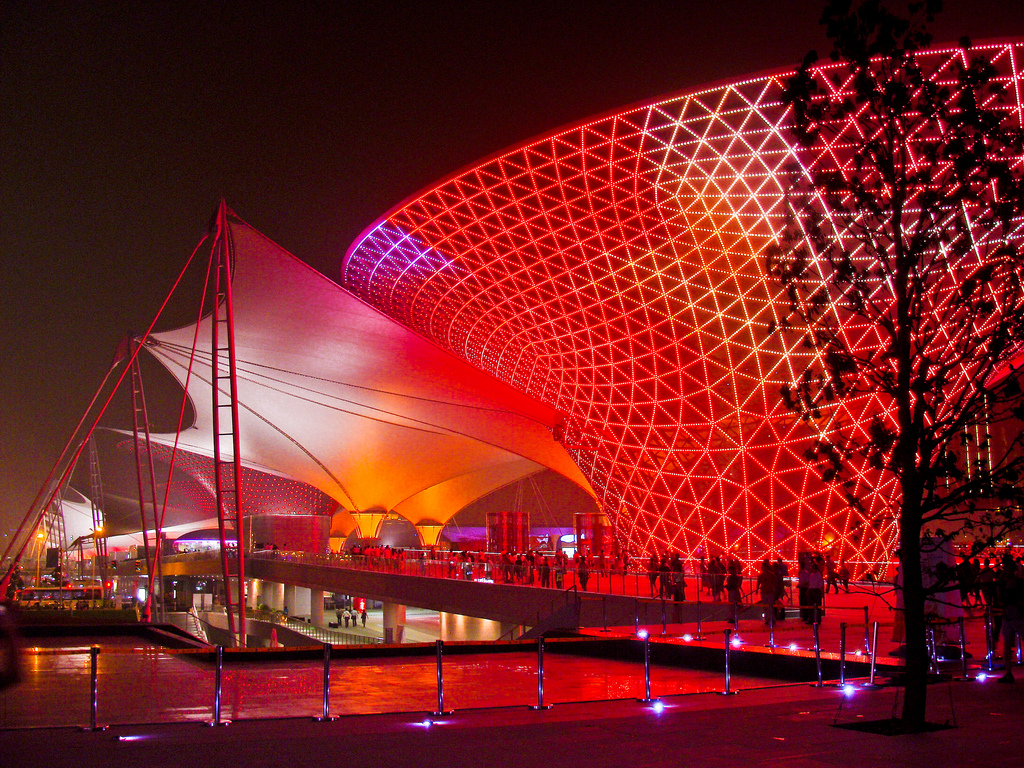
Expo 2010 bei Nacht
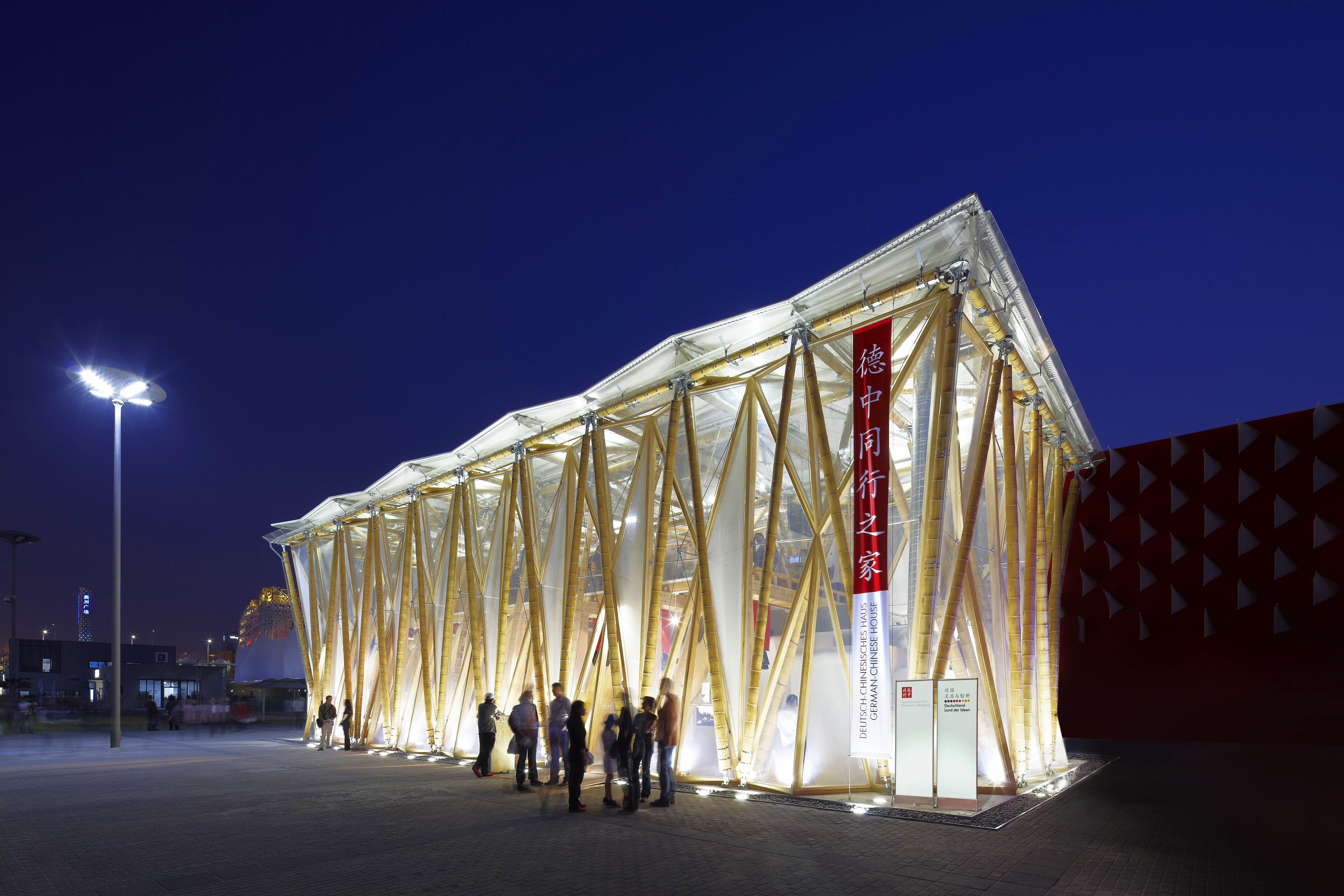
„Deutsch-Chinesisches Haus“ aus Riesenbambus
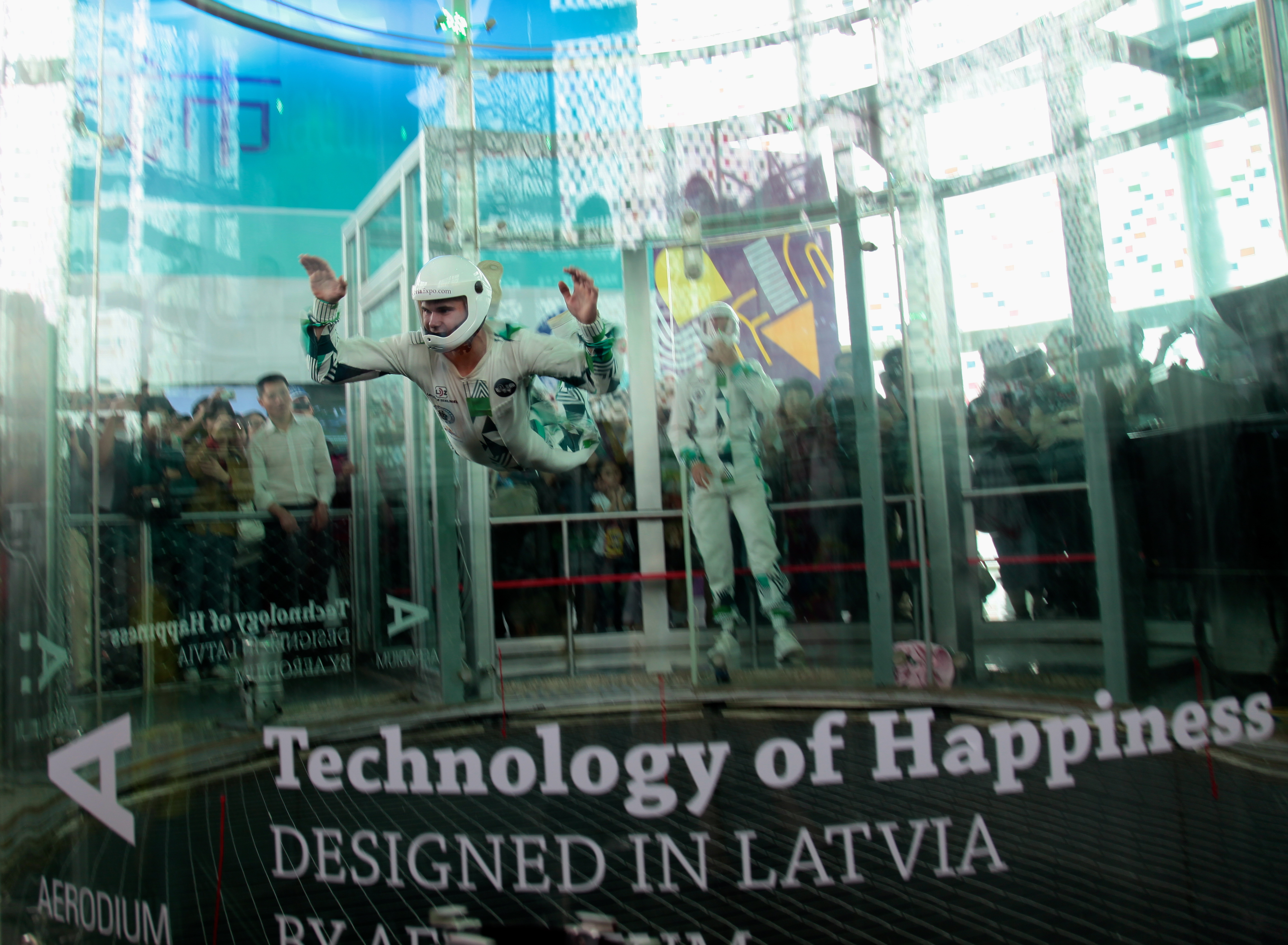
Aerodium Windtunnel an der Expo 2010
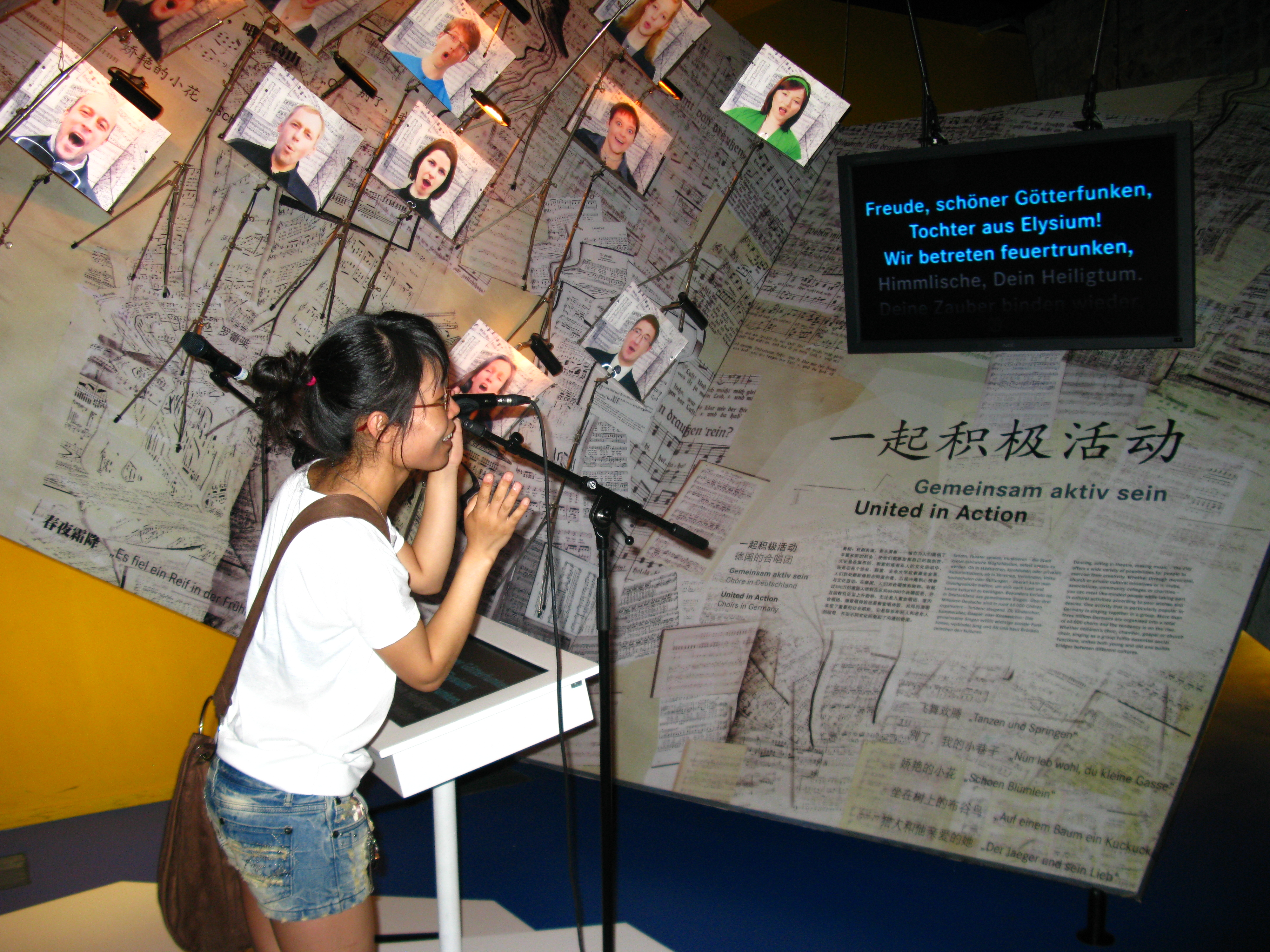
Karaoke im deutschen Pavillon mit Ludwig van Beethoven